# Simone Martini

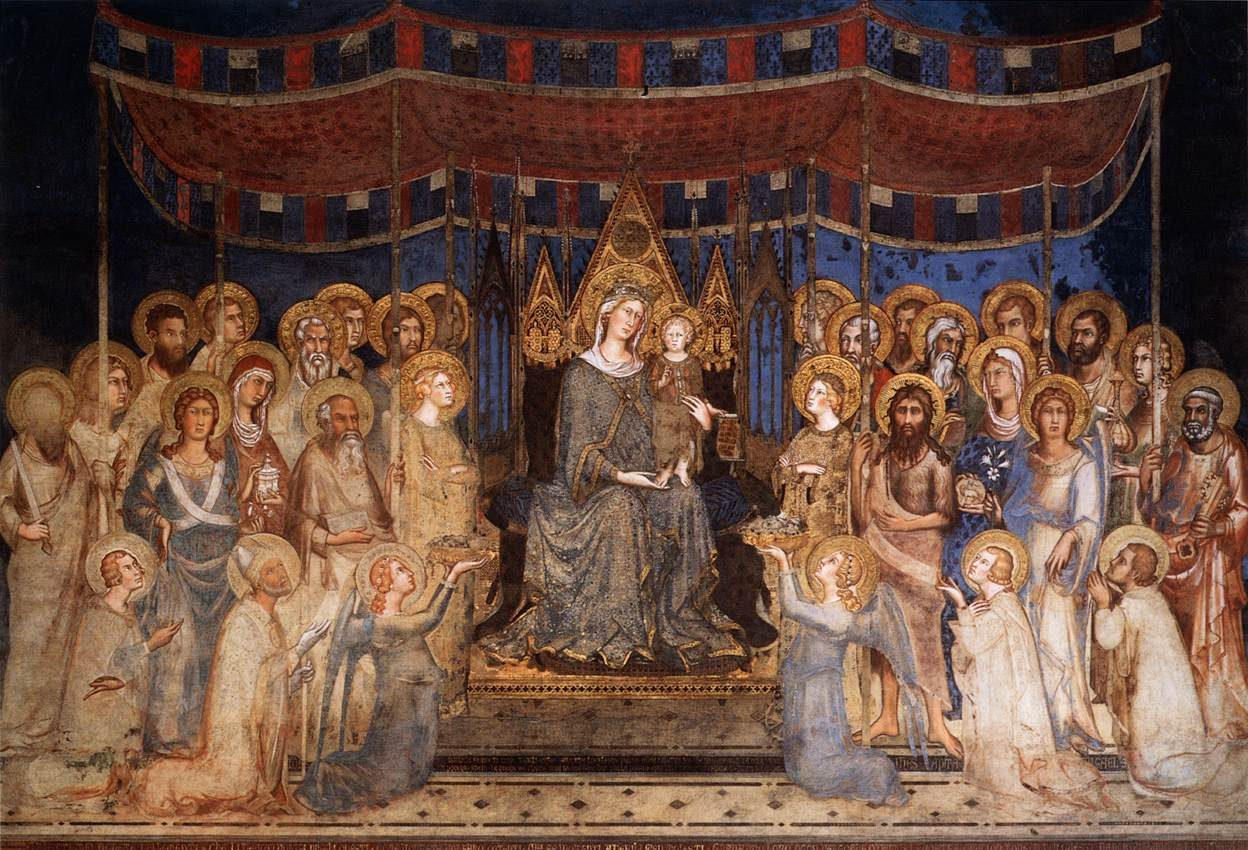
Maesta, P: Maria se světci (Siena)

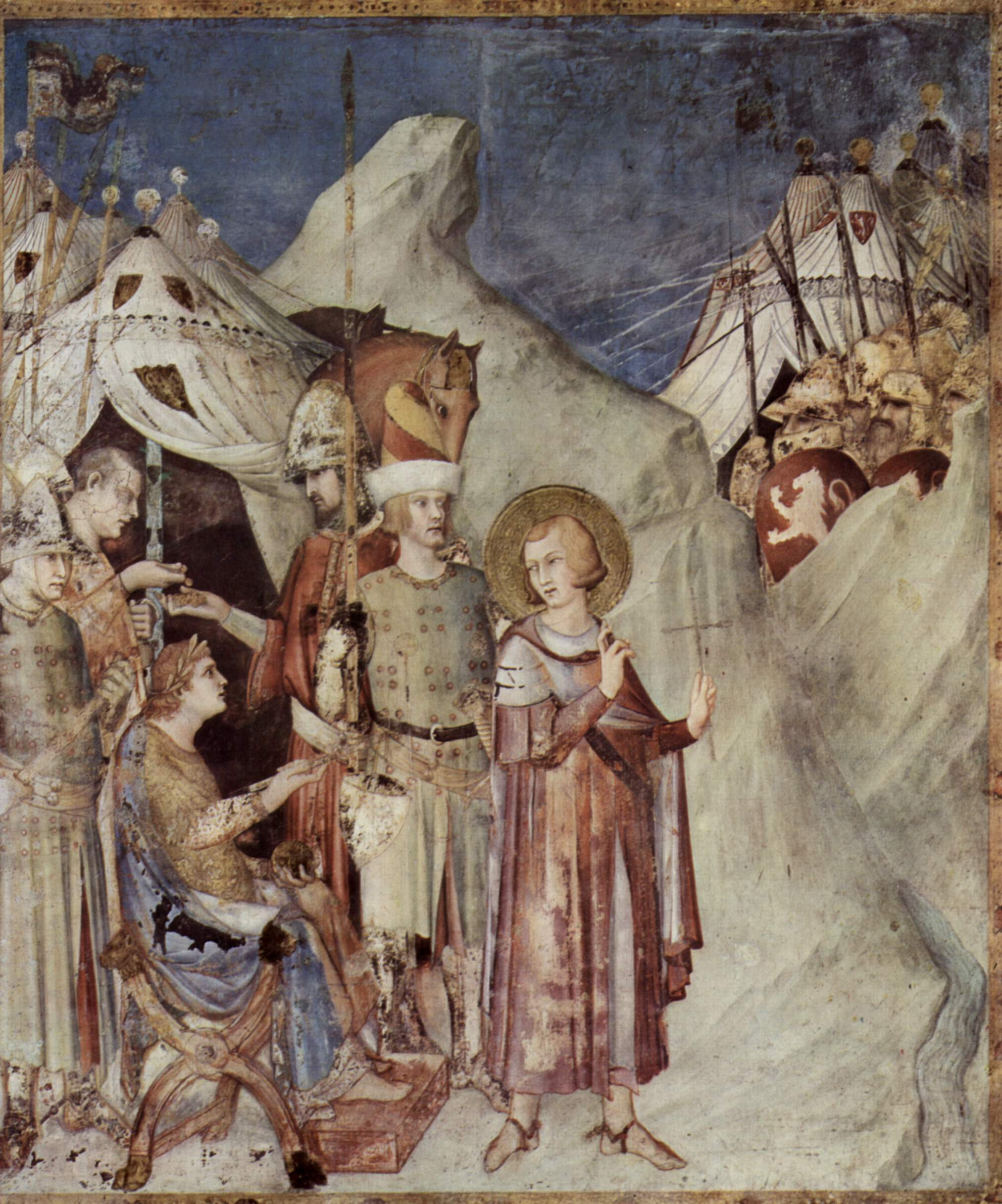
Sv. Martin se loučí se světským životem válečníka (Assisi)

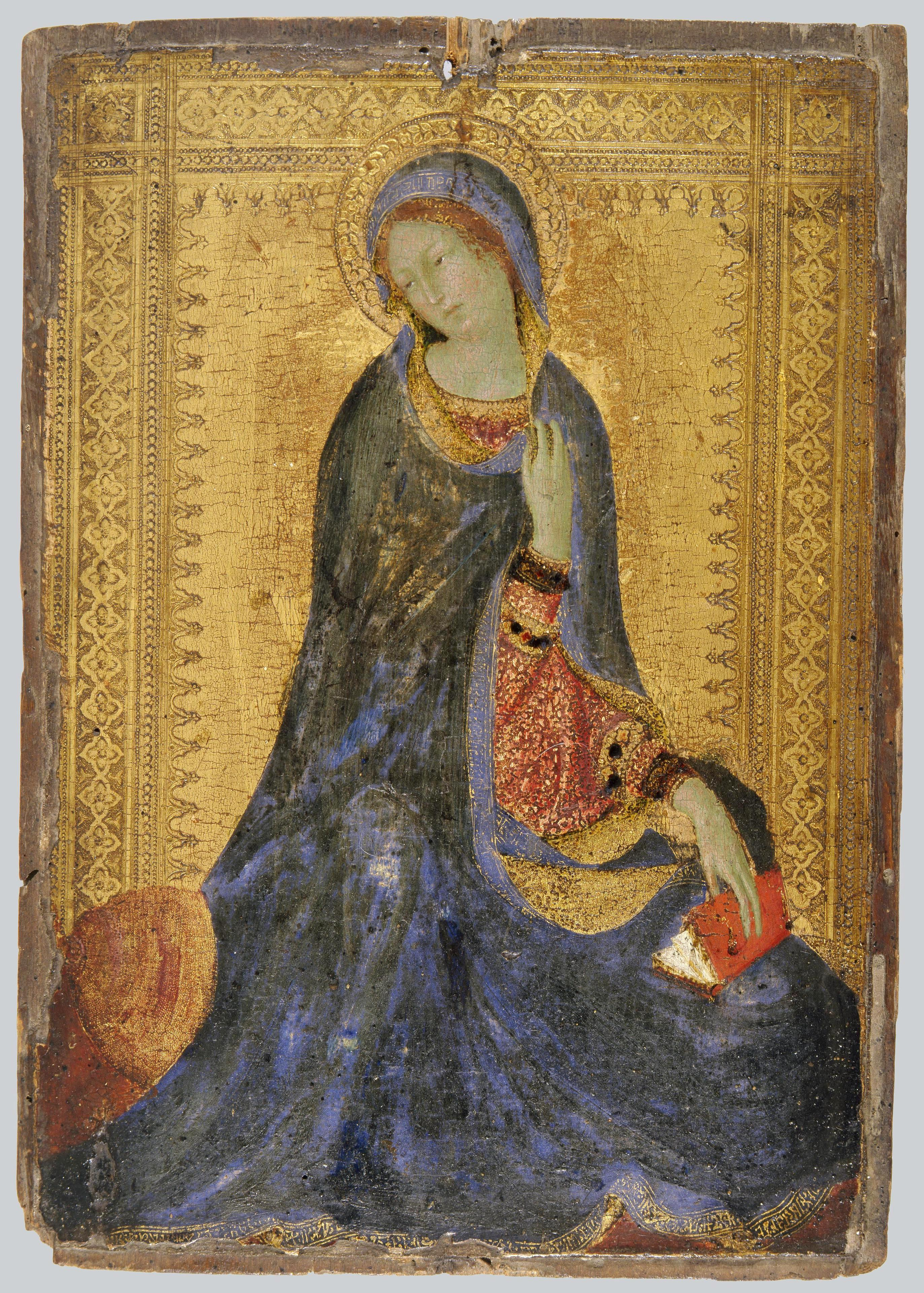
Madona (Eremitáž)

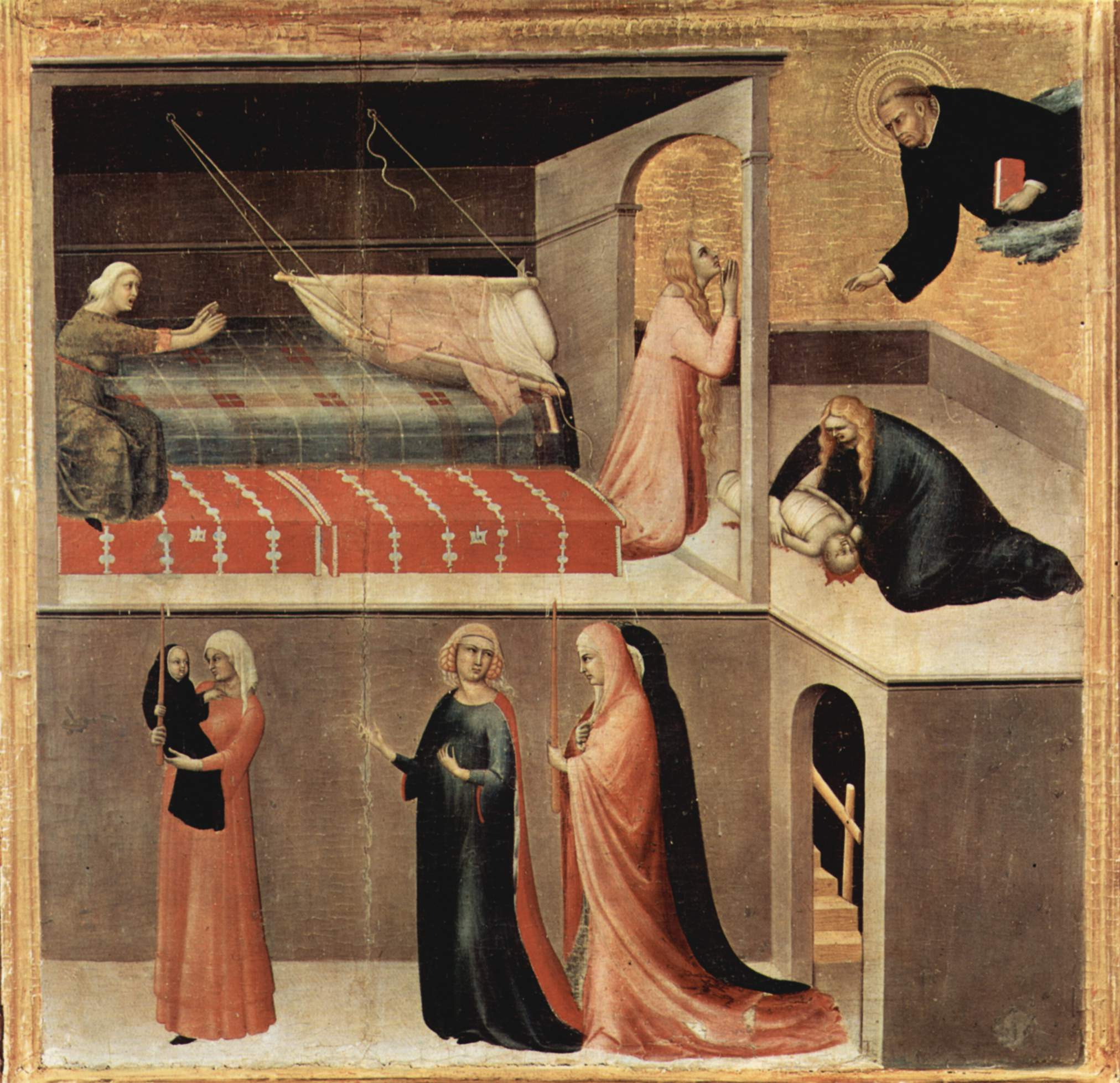
Zázrak sv. Augustina

Simone Martini (asi 1284, Siena – 1344, Avignon) byl italský gotický malíř fresek a deskových obrazů pocházející ze Sieny. Do sienského způsobu malby vnesl silný prvek dvorské elegance, zároveň však už v raných dílech reflektoval perspektivní zkratku a plastické podání postav, kterými do malířství přispěl Giotto. Martiniho kariéra se nesla ve znamení velkých úspěchů na poli uměleckém – pracoval pro město Siena, královský dvůr Anjouovců v Neapoli a pro okruh italských kardinálů, kteří sídlili v papežském Avignonu. Do papežského města se na přelomu let 1335-1336 přestěhoval a navázal silné přátelství s italským básníkem Francescem Petrarcou. Ve Francii jeho dílo získalo intimní až sentimentální charakter a způsob a témata malby předznamenaly příchod internacionálního slohu v závěru 14. století.

## Siena
Podle Giorgia Vasariho se Simone Martini narodil v Sieně roku 1284, avšak písemné prameny, které by jeho tvrzení podpořily, chybějí. Vyučil se téměř jistě v dílně v té době největšího sienského malíře Duccia di Buoninsegna. Nejstarším dílem přiřazeným mladému Simonovi je malba Madony s dítětem uložená v Národní pinakotéce v Sieně, zařazená do let 1305-1310, která původně tvořila centrální motiv většího polyptychu. Svou strukturou se podobal polyptychu provedenému Ducciem pro hlavní oltář kostela San Domenico v Sieně, nesl též archaizující prvky (plášť vyložený drahým kovem) a silné ovlivnění svým mistrem. Martini však poměrně záhy vstřebal i Giottův smysl pro prostor v utváření prostředí obrazu a kolem roku 1305 byl již vyučeným umělcem s vlastními formálními a expresivními vyjadřovacími prostředky.

## San Gimignano a Siena
V prvním desetiletí 14. století vytvořil deskový obraz Madonna della Misericordia pro kostel San Bartolomeo ve Vertine (dnes v Národní pinakotéce) a dochoval se též fragment nástěnné malby s tváří Panny Marie v oratoriu kostela San Lorenzo in Ponte v San Gimignianu z doby kolem roku 1310, který je dnes součástí později dotvořené nástěnné malby Madony s dítětem ve slávě mezi anděly. V době kdy Martini pobýval v San Gimignanu se vzhledem k typologii obličeje madony spekuluje o jeho kontaktech s dílnou jeho krajana Memma di Filipuccio, který zde v této době působil, avšak vzhledem k jeho další tvorbě by se jednalo o vliv pouze dočasný. Po návratu do Sieny se naposledy znovu obrátil ke svému velkému vzoru – Ducciovi. Získal zakázku na výzdobu stěny Sálu rady na sienské radnici. Tématem nástěnné malby byl ikonografický typ Maesty, trůnící královny nebes s dvorem, jež byla též námětem hlavního oltáře sienského dómu Nanebevzetí Panny Marie, díla Duccia di Buoninsegna. Jednalo se o první Martinim signované dílo, zakázka byla hotova v červnu roku 1315. Technická a formální složitost díla nasvědčuje, že Martini započal s jeho přípravou pravděpodobně již mezi lety 1312-1313. Díky baldachýnu pod kterým jsou shromážděni andělé a světci je vystavěn koherentní prostor, skutečný umělcův příklon k Giottovi je pak patrný v preciózním zpracování postav. Později v roce 1321 bylo dílo umělcem opraveno a upraveno v intencích modernějšího malířského jazyka diferencujícího se od jednoduchých ducciovských forem; byly zmenšeny hlavy postav a inkarnáty provedeny ve světlejších barvách.

## Assisi a Neapol
Mezi lety 1313/14-1317 provedl výzdobu kaple sv. Martina v dolním kostele sv. Františka v Assisi. Kaple byla vyzdobena cyklem výjevů ze života sv. Martina. Ve scéně, kde Partino da Montefiore vzdává úctu sv. Martinu, by se mohlo jednat o skutečný kardinálův portrét. Tématu portrétu se Martini během svého života věnoval ještě několikrát. K dalším Martiniho pracím pro zmíněný kostel patřila freska táhnoucí se přes severní a východní stěnu severní příčné lodi (transeptu) téhož kostela, zobrazující Madonu s dítětem a sedm františkánských a anjouovských světců. Práce pro královský rod Anjouovců ho přivedla do Neapole, kde na objednávku Roberta z Anjou vyhotovil deskový obraz právě svatořečeného sv. Ludvíka z Toulouse, který Roberta korunuje. Jednalo se o zakázky mimořádného významu pro umělcovu kariéru. Současně se však věnoval i intimnější devocionální tematice, jak o tom svědčí například desková malba Bolestného sv. Jana, která byla pravděpodobně součástí triptychu s Bolestným Kristem a Bolestnou Pannou Marií.

## Siena a Orvieto
Následovala zakázka na rozměrný polyptych pro hlavní oltář kostela sv. Kateřiny v Pise provedený mezi léty 1319-20. Tehdy vytvořil též přípravné kresby na dvě velké mozaiky, které zdobí apsidy transeptu pisánského dómu. Poté mezi lety 1320-1324 pobýval v Orvietu, kde tvořil polyptychy pro kostely Santa Maria dei Servi, San Domenico a San Francesco. S výjimkou polyptychu určeného pro dominikány se díla nezachovala v úplnosti. Roku 1324 si vzal za ženu sestru Lippa Memmiho a spekuluje se o Lippiho účasti na orvietských objednávek. Memmi měl k tvorbě svého švagra velmi blízko, avšak není vyloučeno, že vedl vlastní nezávislou dílnu (pravděpodobně v San Gimignianu).
Práce v Orvietu nebránila Martinimu provádět zakázky i pro své rodné město. Ve službách sienské komuny provedl řadu zakázek, mimo jiné též vymaloval kapli Signorie Nove v sienském Palazzo Pubblico, kde byl také umístěn jeho malý polyptych z roku 1327. Do této fáze tvorby spadá ojedinělý krucifix, dnes v kostele Santa Maria sul Prato v San Casciano in Val di Pesa. Namaloval oslavný deskový obraz blahoslaveného Agostina Novello (zemřel 1309), umístěný na pohřební schráně beatifikovaného. Z rozsáhlého cyklu o hradech v okolí a ve správě města Sieny, provedeného v letech 1330-1331 v sále del Mappamondo v sienské radnici, se dochovala jen nástěnná malba s Giudoricciem da Fogliano, zhotovená na oslavu dobytí hradu Montemassi in Maremma. Mezi léty 1330-1333 vytvořil deskový obraz Madonna del Popolo určený kostelu Santa Maria dei Servi v Sieně. Pro sienský dóm vznikl roku 1333 slavný deskový obraz Zvěstování určený na oltář sv. Ansana, na němž spolupracoval se svým švagrem Memmim, jenž je autorem postranních figur světců. V roce 1335 se řada umělců podílela na cyklu příběhů ze života Panny Marie, jež byly provedeny na fasádu sirotčince Santa Maria della Scala. Sienské prameny a florentský sochař Ghiberti říkají, že se podílel na scéně Zasnoubení Panny Marie a Návratu Marie do rodného domu.

## Avignon
Někdy na přelomu let 1335-1336 odjel Martini se svou manželkou do Avignonu. Pravděpodobně byl doprovázen i svým bratrem Donatem, který je zde doložen k roku 1340. Patrně hned po příjezdu vyhotovil pro rodinu Orsini přenosný polyptych. Krátce před smrtí Napoleona Orsiniho zhotovil jeho portrét, jenž se bohužel nedochoval. Není jisté, zda šlo o deskový obraz či o miniaturu na papíře jako v případě portrétu Laury vyhotoveného pro básníka Francesca Petrarcu. Básníkovi též ilustruval frontispis knihy se Serviovým komentářem k Vergiliovi. Malíř se těšil velkému věhlasu a zájmu především ze strany italských kardinálů. Z období mezi lety 1340-1342 pochází drobný diptych s tématem zvěstování. Na objednávku italského kardinála Jacopa Stefaneschiho vytvořil freskovou výzdobu portálu v atriu avignonské katedrály s novým ikonografickým tématem Madony Umiltà. V Avignonu Martini roku 1344 zemřel.

## Dílo
- Maesta, trůnící Madona mezi světci (1315). Freska ve velkém sále radnice v Sieně o rozměrech 970 x 763 cm.
- Cyklus fresek ze života sv. Martina (1322-1326) ve spodním kostele basiliky sv. Františka v Assisi. Na jedné z nich je patrně vyobrazena i sv. Anežka Česká.
- G. da Folignano na koni (1329), veliká nástěnná malba na radnici v Sieně
- Křídlový oltář s výjevy z Utrpení Páně (1342)
- Portrét Ludvíka z Toulouse a řada dalších portrétů pro Roberta z Anjou
- Deskové obrazy pro papežský dvůr
- Fresky v Avignonu, které se nezachovaly.